# Chrysophyllum ogowense
Chrysophyllum ogowense är en tvåhjärtbladig växtart som beskrevs av Auguste Jean Baptiste Chevalier. Chrysophyllum ogowense ingår i släktet Chrysophyllum och familjen Sapotaceae.
Artens utbredningsområde är Gabon. Inga underarter finns listade i Catalogue of Life.